# إميليو غوميز غالاردو
إميليو غوميز غالاردو (بالإسبانية: Emilio Gómez Gallardo)‏ (14 يناير 1958 بطراغونة في إسبانيا - ) هو لاعب كرة قدم إسباني في مركز الوسط. لعب مع سلتا فيغو ونادي برشلونة.

## وصلات خارجية
- إميليو غوميز غالاردو على موقع قاعدة بيانات كرة القدم.إي يو (الإنجليزية)